# 甲酸铷
甲酸铷是铷的甲酸盐 ，化学式 HCOORb。

## 制备
甲酸铷可以由甲酸和氢氧化铷中和而成。
{\displaystyle {\ce {RbOH + HCOOH -> HCOORb + H2O}}}
它也可以由碳酸铷和甲酸反应而成，会放出二氧化碳。
{\displaystyle {\ce {Rb2CO3 + 2HCOOH -> 2HCOORb + CO2 ^ + H2O}}}
氢化铷和二氧化碳直接反应也可以得到甲酸铷。
{\displaystyle {\ce {RbH + CO2 -> HCOORb}}}